# پیا سنگوپتا
پیا سنگوپتا (زاده ۹ ژوئن ۱۹۷۰) بازیگر و تهیه‌کننده هندی است. وی به علت فعالیتش در سینمای بنگالی مشهور شده‌است.
به عنوان یک بازیگر، او نخستین بازی خود را در مقابل پروسنجیت چاترجی در فیلم دادمونی سوجیت گوها، محصول سال (۱۹۸۴) انجام داد. سنگوپتا برای نقش آفرینی در مقابل جوی بانرجی در فیلم تاریخ مطابقت، محصول سال (۱۹۸۵) به کارگردانی سوخن داس مشهور شد. با وجود اینکه این فیلم در باکس آفیس موفقیت خیره کننده ای داشت، او به هیچ دستاورد اصلی دیگری در حرفه خود دست پیدا نکرد.

## اوایل زندگی
پیا، پدرش بازیگر و کارگردان مشهور سوخن داس بود. پیا با کارگردان آنوپ سنگوپتا ازدواج کرد. پیا تحصیلاتش را در مدرسه دخترانه کامالا به پایان رساند، و بعد از آن از دانشکده جوگومایا دیوی، کلکته، هند فارغ‌التحصیل شد.